# Поремећаји равнотеже електролита
Поремећаји равнотеже електролита су поремећаји, повишења или снижења, концентрације електролита у крви човека. Електролити имају виталну улогу у одржавању хомеостазе у телу човека. Поремећаји електролита могу узроковати поремећаје у раду свих врста ћелија у телу, а најчешће ремете рад свих врста мишићних ћелија, нервних ћелија, ремете равнотежу течности у телу и ацидобазни статус, и могу изазвати још низ других потешкоћа.
Најчешћи поремећаји електролита су поремећаји концентрације јона калијума, натријума и калцијума. Поремећаји осталих електролита, (магнезијума, хлорида, фосфата, бикарбоната) су мање учестали и често су удружени или повезани са поремећајем горенаведених електролита.

## Табела најчешћих поремећаја електролита
| Електролит | Јонска формула | Повишење концетрације | Снижење концетрације |
| ---------- | -------------- | --------------------- | -------------------- |
| Натријум   | Na+            | Хипернатремија        | Хипонатремија        |
| Калијум    | K+             | Хиперкалемија         | Хипокалемија         |
| Калцијум   | Ca2+           | Хиперкалцемија        | Хипокалцемије        |
| Магнезијум | Mg2+           | Хипермагнеземија      | Хипомагнеземија      |
| Хлорид     | Cl-            | Хиперхлоремија        | Хипохлоремија        |
| Фосфат     | PO43-          | Хиперфосфатемија      | Хипофосфатемија      |
| Бикарбонат | HCO3-          | Хипербикарбонатемија  | Хипобикарбонатемија  |